# Tereska Torrès
Tereska Torrès (* 3. September 1920 in Paris; † 20. September 2012 ebenda) war eine französische Schriftstellerin.

## Leben
Tereska Torrès war die Tochter des polnischen Bildhauers Marek Szwarc (1892–1958) und dessen Ehefrau Guina Pinkus (1895–1973). Ihre Kindheit verbrachte sie in La Ruda, einer Künstlerkolonie im 15. Arrondissement von Paris. Im Zweiten Weltkrieg (→Westfeldzug) floh sie zusammen mit ihrer Mutter über Lissabon nach London; über den portugiesischen Diplomaten Aristides de Sousa Mendes bekam sie die benötigten Papiere. Ihr Vater kämpfte während dieser Zeit als Mitglied der polnischen Exilarmee gegen die Deutschen.
1940 meldete sich Torrès freiwillig zu den Forces françaises libres und arbeitete als Sekretärin für Charles de Gaulle in dessen Hauptquartier in London. Dort machte sie die Bekanntschaft von Georges Torrès und heiratete ihn im Mai 1944 in London. Als Mitglied der 2e division blindée kämpfte Georges gegen die Deutschen und wurde im Oktober 1944 bei Kämpfen in Lothringen getötet. Die gemeinsame Tochter Dominique (* 1945) kam vier Monate später zur Welt.
Nach Kriegsende ließ sich Torrès wieder in Paris nieder. 1947 begleitete sie den amerikanischen Schriftsteller Meyer Levin zu dessen Film Lo Tafhidenu; einer Dokumentation über polnische Juden (→Bricha), die vor dem Holocaust flüchteten und Palästina zu erreichen versuchten.
1948 heiratete Torrès in Paris Meyer Levin und hatte mit ihm zwei Söhne: Gabriel (* 1948) und Mikael (* 1954).
Seit ihrer Jugend führte Torrès Tagebücher, welche später als Zeitdokument veröffentlicht wurden. Mit ihrem Roman „Women's Barracks“ erlebte sie 1950 ein erfolgreiches, aber auch skandalträchtiges Debüt als Schriftstellerin in den USA. Zu ihren Lebzeiten verbot Torrès davon eine französische Ausgabe, die dann erst nach ihrem Tod erscheinen konnte. Die amerikanische Ausgabe versuchte das House Select Committee on Current Pornographic Material unter der Leitung des Politikers Ezekiel Candler Gathings verbieten zu lassen.

## Rezeption
Ihren ersten Roman  begann Torrès bereits 1937 und konnte ihn nach Kriegsende in Frankreich veröffentlichen; als Pseudonym wählte sie „Georges Achard“, der Kampfname ihres Ehemannes Georges Torrès. Ihr erfolgreichster Roman „Women's Barracks“ wurde von ihrem zweiten Ehemann Meyer Levin ins Englische übersetzt und thematisiert eine lesbische Beziehung.
Von ihren autobiographischen Werken steht ihr Tagebuch aus dem Zweiten Weltkrieg an erster Stelle. Fast schon dokumentarisch liest sich ihr Bericht – „Le choix. Mémoires à trois voix“ – über die Konversion ihrer Eltern kurz vor ihrer Geburt. Die Originale ihrer unveröffentlichten Tagebücher werden an der Boston University aufbewahrt.

## Werke
Autobiographisches
- The Converts. Knopf, New York 1970 (Bericht über ihre Kindheit und Jugend)
- Les maisons hantées de Meyer Levin. Phébus, Paris 2005, ISBN 2-7529-0066-X (EA Paris 1974; Ein Bericht über die Begeisterung ihres Mannes für das Tagebuch der Anne Frank)
- Une Française libre. Journal 1939–1945. Phèbus, Paris 2000 ISBN 2-85940-611-5 (EA Paris 1981: Les Années anglaises. Journal intime de guerre, 1939–1945)
- Le Choix. Mémoires à trois voix. Desclée de Brouwer, Paris 2002 ISBN 2-220-05119-6
- Unerschrocken. Auf dem Weg nach Palästina. Tereska Torrès' Filmtagebuch von 1947 (Zeitzeugen aus dem Jüdischen Museum). Dumont, Köln 2004 ISBN 3-8321-7890-2

Romane
- Le sable et l’écume. Gallimard, Paris 1946
- Women's Barracks. Übers. Meyer Levin (unter Pseudonym George Cummings; gegenüber der Handschrift „moralisierend geändert“). Fawcett, New York 1950;[2] wieder The Feminist Press, New York 2005 ISBN 978-1-55861-494-9
  - französisches Original: Jeunes femmes en uniforme. Neubearb. durch die Autorin (ohne die moralisierende Instanz durch Meyer Levin). Phébus, Paris 2011 ISBN 978-2-7529-0515-4
  - Übers. Melita Ollendorf: Frauenkaserne. Roman. Rowohlt, Reinbek 1969 (EA Hamburg 1960; nach der engl. Cummings-Fassung)
  - Neu-Übers. Inka Marter: Frauenkaserne. Roman. Louisoder, München 2015.[3][2] Nach dem franz. Original. Mit der Vorrede von „George Cummings“ aus der engl. Ausg. von 1950
- Le Labyrinthe. Del Duca, Paris 1958
- Pas encore. Del Duca, Paris 1958
  - Übers. Melita Ollendorf: Noch nicht ... Roman. Rowohlt, Reinbek 1962 (EA Zsolnay 1959)
- Les Poupées de cendre. Phébus, Paris 2003 ISBN 2-85940-877-0 (EA Paris 1979)
- Le Pays des chuchotements. Séguier, Paris 1987 ISBN 2-906284-33-5
- The dangerous games. The Dial Press, New York 1957
  - Übers. Melita Ollendorf: Pariser Quartett. Zsolnay, Hamburg 1960